# 류장하
류장하(1966년 ~ )는 대한민국의 영화 감독이자 각본가이다.
1966년 대한민국 서울에서 태어나 중앙대학교를 졸업했다. 1988년에 허진호의 데뷔 장편 영화 8월의 크리스마스 (1998년 영화)의 조감독을 맡았다.

## 참여 작품

### 감독
- 꽃피는 봄이 오면 (영화)
- 순정만화 (영화)

### 조감독
- 8월의 크리스마스 (1998년 영화)
- 봄날은 간다 (영화)

### 각본
- 봄날은 간다 (영화)
- 꽃피는 봄이 오면 (영화)
- 순정만화 (영화)

## 수상
- 2004 도쿄 국제 영화제: Asian Film Award - Special Mention (꽃피는 봄이 오면 (영화))